# 松平忠吉 (桜井松平家)
松平 忠吉（まつだいら ただよし）は、戦国時代から安土桃山時代にかけての武将。桜井松平家5代当主。三河国碧海郡桜井城主（愛知県安城市桜井町）。

## 略歴
松平家次の次男として誕生した。

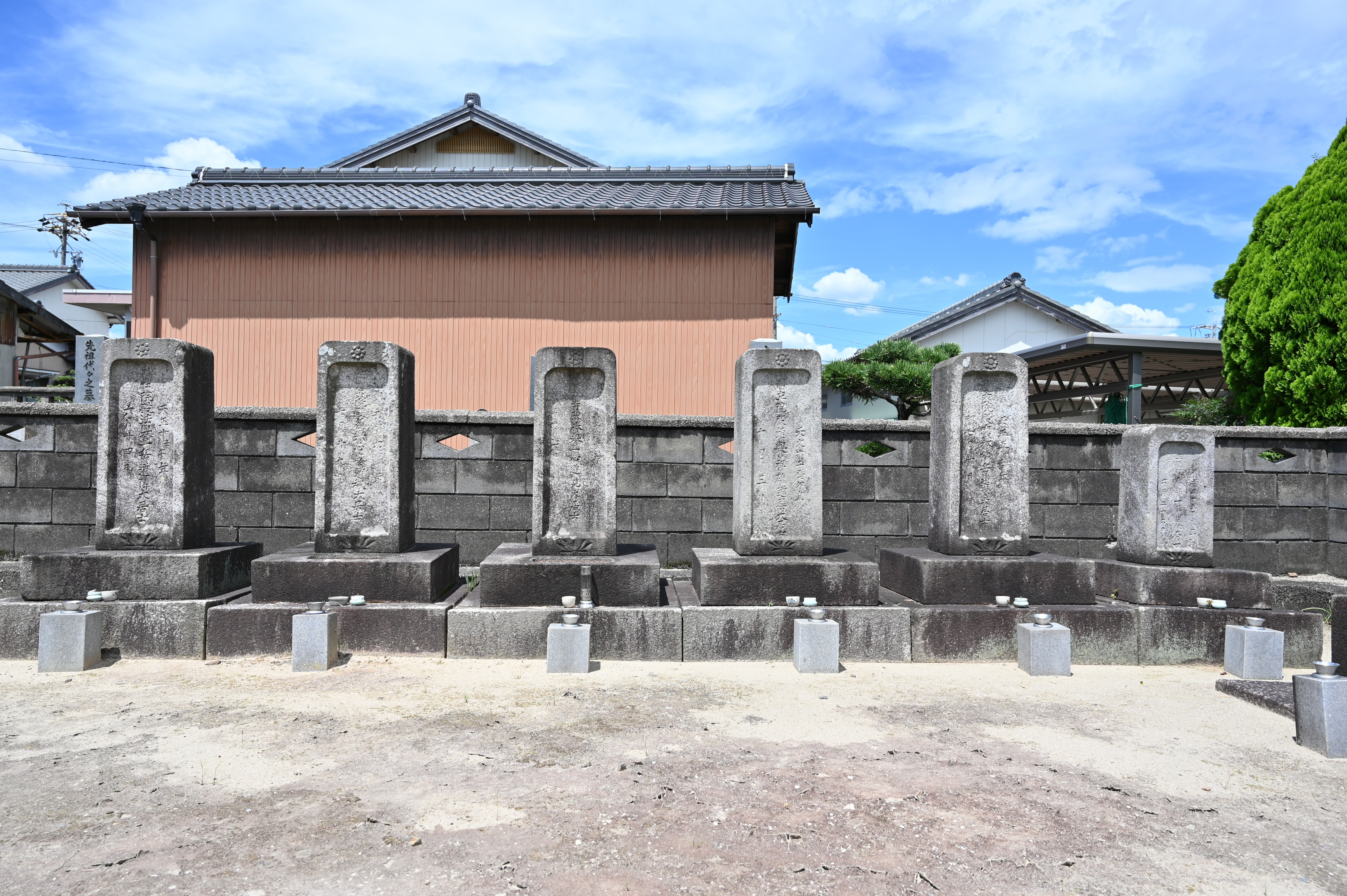
安城市の菩提寺にある桜井松平家歴代の墓所。忠吉の墓は左端。

天正5年（1577年）、当主であった兄・忠正が死去し、忠正の嫡子・家広（亀千代）はまだ生まれたばかりであったため、兄の正室であった多劫姫（徳川家康の異父妹）を妻に迎えて家督を継ぐ。
天正9年（1581年）の高天神城攻めに従い、諏訪原に出城を築いて守るなどの軍功を挙げた。高天神城攻めでの功績にを受け、桜井と東条の間で紛争となっていた400石の地が加増された。のちに改めて尾張国品野で2000石の地を与えられたという。
天正10年（1582年）6月24日、24歳で死去した。家督は家広が継いだが、家広は依然幼少であるために、忠吉の弟の忠広が後見となり、同年の甲斐攻め（天正壬午の乱）にも忠広が従っている。

## 系譜
特記事項のない限り、『寛政重修諸家譜』による。
- 父：松平家次
- 母：不詳
- 室：多劫姫（1553年 - 1618年） - 久松俊勝の娘、のち保科正直正室
  - 長男：松平信吉（1580年 - 1620年）
  - 次男：松平忠頼（1582年 - 1609年）

『寛政重修諸家譜』では子の筆頭の位置に遺跡相続者として松平家広（多劫姫と忠正の子）を置いている。長男の信吉は、松平信一の婿養子となって藤井松平家の家督を相続した（上野国高崎藩主、次いで丹波国篠山藩主）。また、次男の忠頼は、家広の死後に家督を継いだ（武蔵国松山藩主）。